# Göran Engblom
Göran Magnus Engblom, född 21 november 1930 i Uppsala, död 29 juni 2008, var en svensk diplomat och författare.

## Biografi
Engblom avlade juris kandidatexamen i Uppsala 1954 innan han blev attaché vid Utrikesdepartementet (UD) 1955. Engblom tjänstgjorde i Washington, D.C. 1957, var beskickningssekreterare i Bogotá 1959, Peking 1961 och var handelssekreterare i Centralamerika 1962. Han var biträdande direktör för Sveriges allmänna exportförening 1966, direktör där 1967 och var vice VD och VD:s ställföreträdande 1969. Engblom var VD för Sveriges exportråd 1972-1975 samt ambassadör i Lima och La Paz 1975-1978.
Han var styrelseledamot i Latinamerikanska institutet 1969-1975, exportkreditnämnden 1973-1975, utredningsman i 1977 års industribiståndsutredning, 1978 års UD-utredning, projektledare vid utredningen angående nordisk samverkan vid anläggningsexport, executive director för International Trade Centre i Genève 1981 med ställning som biträdande generalsekreterare i FN och ambassadör vid UD 1992. Engblom skrev artiklar i ekonomiska och kommersiella frågor.
Engblom var son till rektor Victor Engblom och Maja Smith. Han gifte sig 19 augusti 1956 med filosofie magister Birgitta Nordin (född 1930), dotter till kontraktsprost Arvid Nordin och Ruth Janson. Han gravsattes den 21 oktober 2008 på Norra begravningsplatsen i Stockholm.